# Вержбовский, Теодор Феликс
Теодор Феликс (Фёдор Францевич) Вержбовский (пол. Teodor Feliks Wierzbowski; 30 июля 1853, Кельцы, Радомская губерния — 19 февраля 1923, Варшава) — российский и польский историк литературы, архивист, библиограф

 и педагог, профессор Императорского Варшавского университета; автор ряда статей в «РБСП».

## Биография
Теодор Вержбовский родился 30 июля 1853 года в городе Кельцы Келецкого уезда Радомской губернии Царства Польского Российской империи.
В 1871 году он окончил среднюю школу в родном городе. С 1882 года он читал лекции по польской литературе в Императорском Варшавском университете (на русском языке). С 1886 года стал профессором на кафедре польской литературы. 
В 1897 году он стал директором Центрального варшавского архива, который возглавлял более двадцати лет.
Входил в число членов Польской академии знаний и Варшавского научного общества
Теодор Феликс Вержбовский умер 19 февраля 1923 года в городе Варшаве и был похоронен на кладбище Старые Повонзки.